# Grusiniulus redikorzevi
Grusiniulus redikorzevi är en mångfotingart som beskrevs av Hans Lohmander 1936. Grusiniulus redikorzevi ingår i släktet Grusiniulus och familjen kejsardubbelfotingar. Inga underarter finns listade i Catalogue of Life.